# پونگینه
پونگینه (به انگلیسی: Ponginae) زیرخانواده‌ای از خانوادهٔ انسانیان است. این زیرخانواده شامل سرده‌های مختلف بوده‌است که در حال حاضر تمام آنها به جز سردهٔ اورانگوتان (پونگو) منقرض شده‌اند. طبق فهرست سرخ IUCN، در حال حاضر هر سه گونه در خطر انقراض قرار دارند.
- پونگو (اورانگوتان)
- جایگنتوپیتکوس† (کپی غول‌پیکر)
- سیواپیتکوس† (کپی سیوا)
- لوفنگپیتکوس† (کپی لوفنگ)
- آنکاراپیتکوس† (کپی آنکارا)
- اورانوپیتکوس† (کپی اوران)